# К’Аппель
К’Аппе́ль (англ. Qu'Appelle River) — река на юге центральной части Канады, правый приток Ассинибойна, протекает по территории провинций Саскачеван и Манитоба (около устья).
Название произошло от индейского kah-tep-was — «река, которая зовёт».
Длина реки составляет 430 км. Средний расход воды в нижнем течении около населённого пункта Уэлби с 1942 по 2000 годы — 9,01 м³/с.
Начинается от плотины К’Аппель на юге центральной части провинции Саскачеван. Течёт на восток.